# Ладмозеро
Ладмозеро (рос. Ладмозеро) — озеро в Медвеж'єгорському районі Карелії, Російська Федерація.
Розташоване на Заонезькому півострові. Має витянуту форму з північного заходу на південний схід. Береги високі, скелясті, покриті лісом хвойних порід. На озері 7 островів, загальною площею 0,2 км².
В озеро впадає річка Муна та декілька струмків. З північної частини озера витікає річка Угома.
Дно в переважній більшості покрите мулом, зустрічаються глина та піщані ґрунти.